# Burg Falkenstein (Pfronten)
Die Burg Falkenstein ist eine hochmittelalterliche Burgruine bei Pfronten im Landkreis Ostallgäu im Südwesten von Bayern, direkt an der Grenze zu Tirol (Österreich). Die Burg Falkenstein ist die höchstgelegene Burganlage Deutschlands.

## Geografische Lage

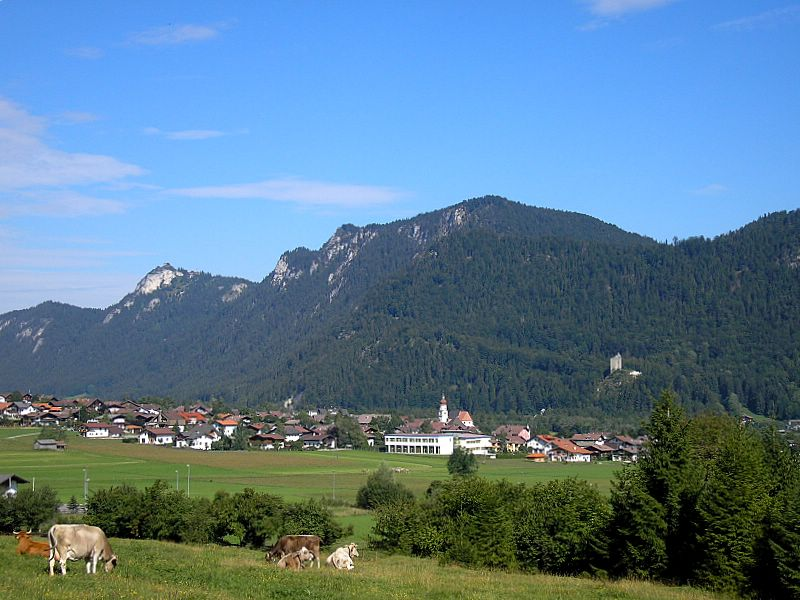
Vils in Tirol mit den Burgen Vilsegg (rechts) und Falkenstein (links)

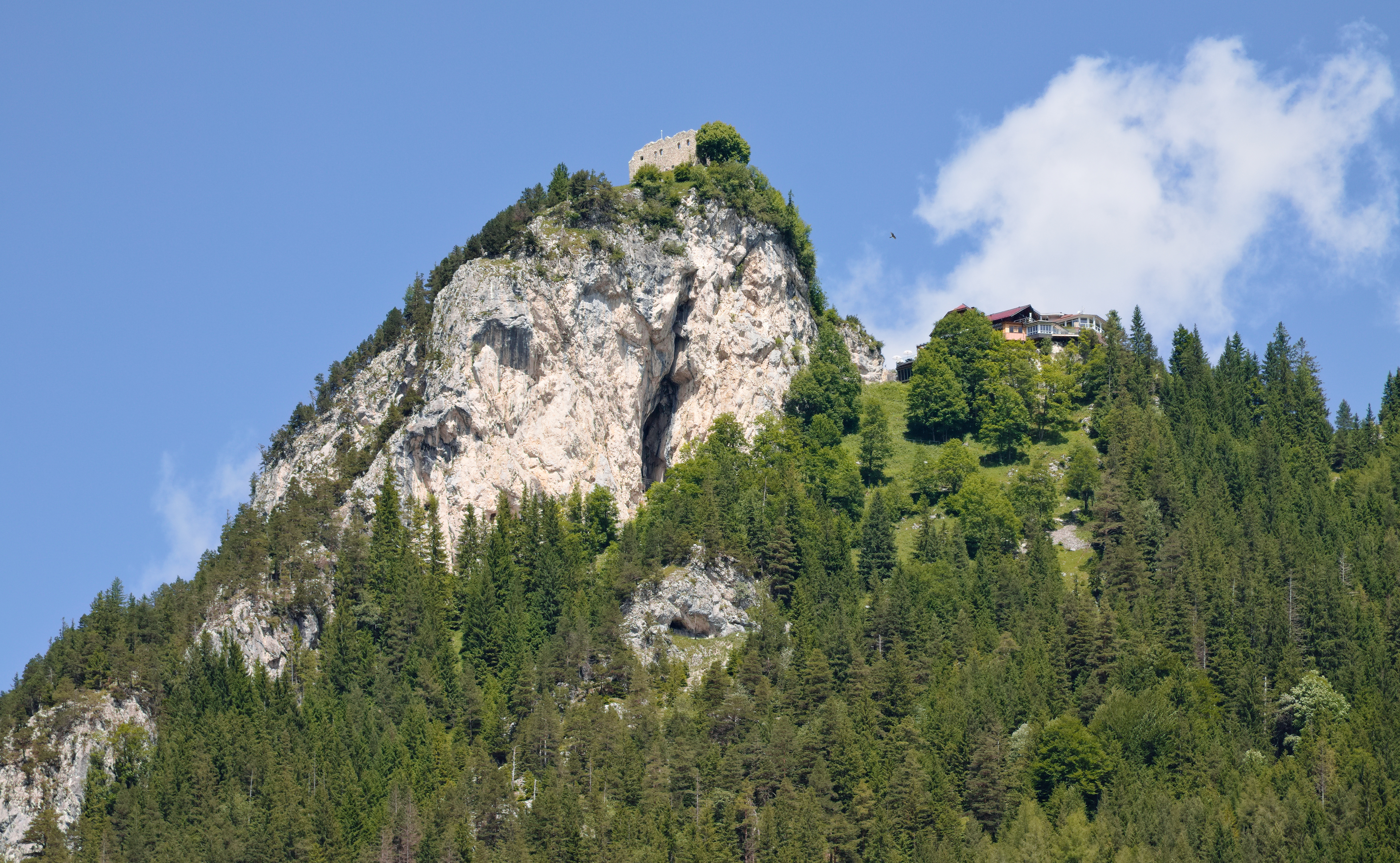
Der Burgfelsen mit der Ruine, darunter die Mariengrotte, rechts das Burghotel

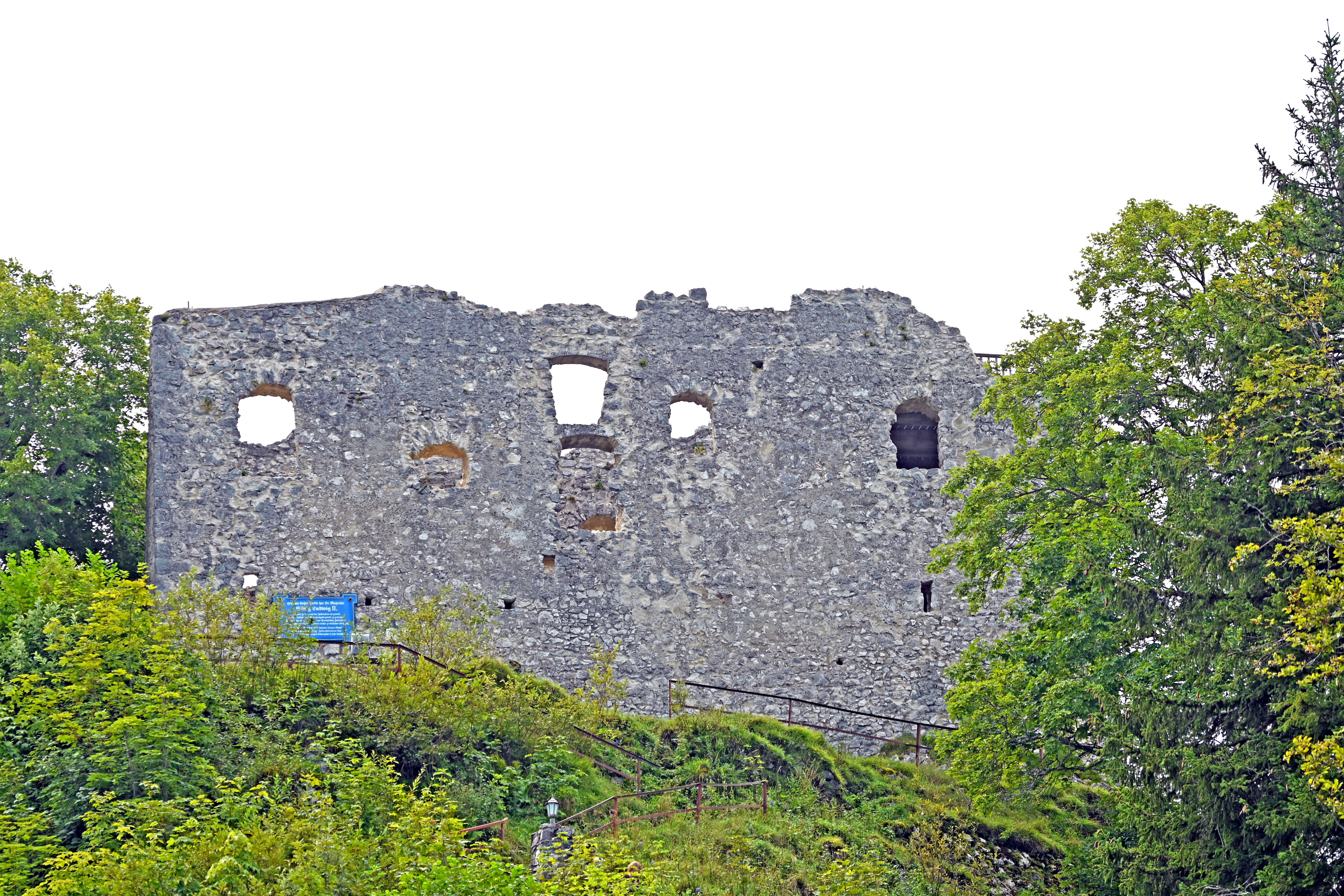
Nordfassade der Burgruine

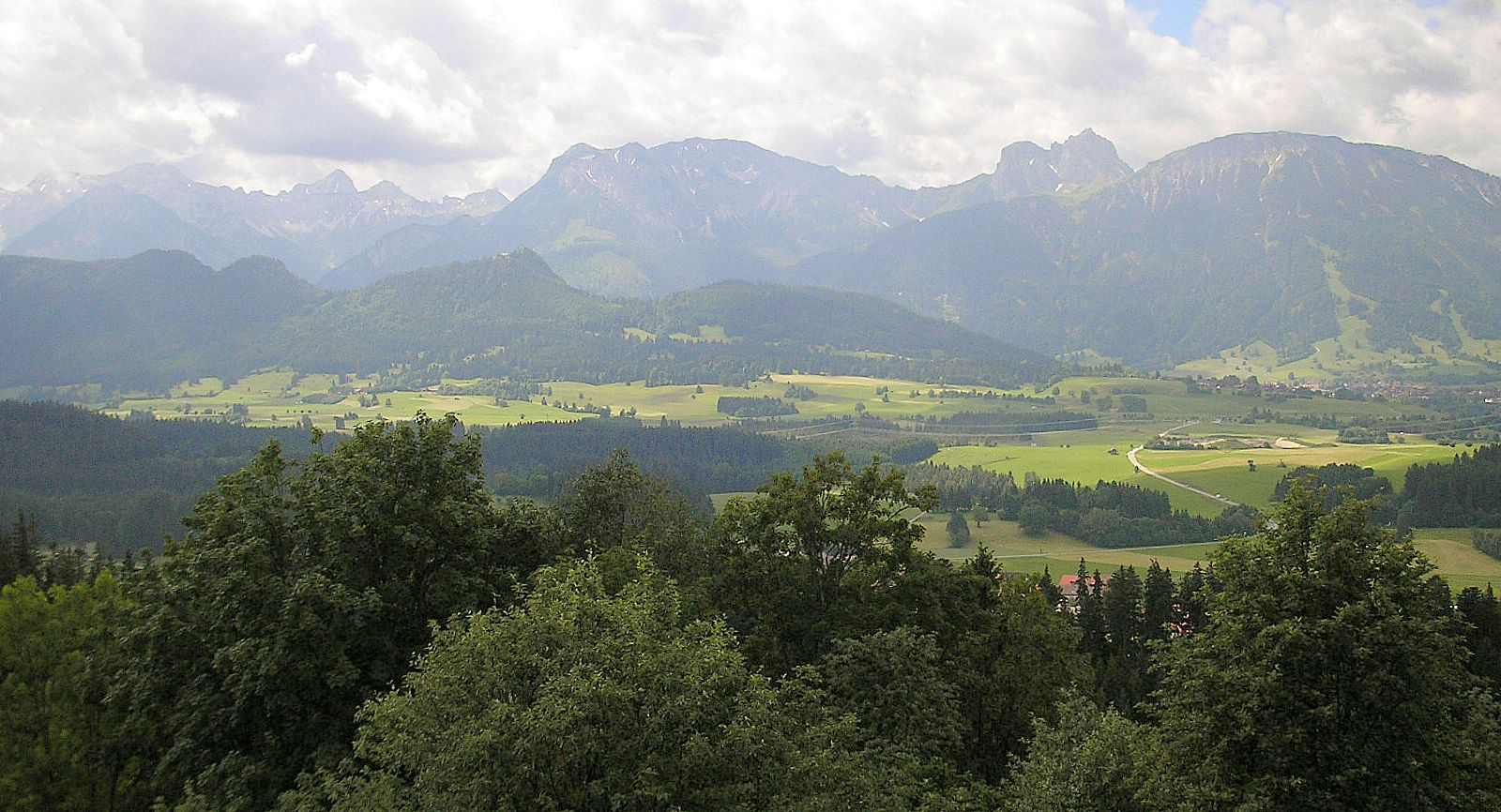
Der Falkenstein vor den Tannheimer Bergen. Blick von der Nachbarburg Hohenfreyberg

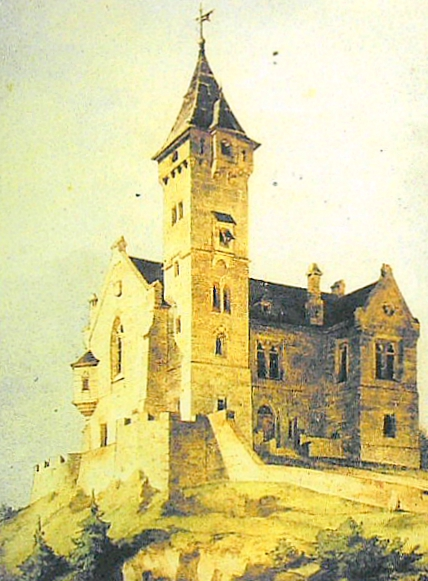
Der stark reduzierte Entwurf Georg von Dollmanns führte zur Entlassung des Architekten

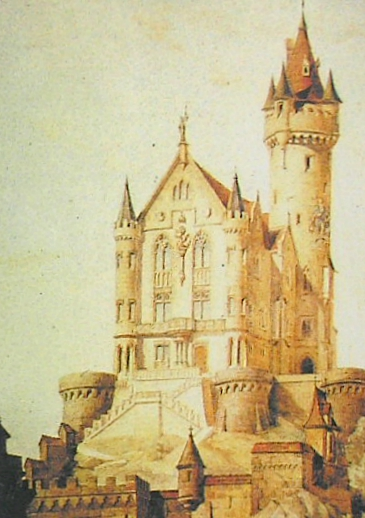
Entwurf der „Raubritterburg“ von Max Schultze, der 1885 zurücktrat

Die Ruine der Höhenburg liegt auf dem Falkenstein (1.268 Meter) im Falkensteinkamm bei Pfronten im Allgäu.
Die kleine Burganlage wird wegen ihrer exponierten und außergewöhnlichen Lage von der modernen Burgenforschung als Macht- und Herrschaftssymbol, als Drohgebärde gegenüber dem Herzogtum Bayern gedeutet. Als Wehrbau und Verwaltungssitz war sie nur bedingt geeignet, weshalb der Amtssitz auch 1582 ins Tal verlegt wurde.
Von der Anlage aus ergibt sich eine Aussicht auf das unterhalb liegende Vilstal und die Gipfel der Tannheimer Gruppe.

## Geschichte

### Die hoch- bis spätmittelalterliche Burganlage
Um 1270/1280 erhob Graf Meinhard II. von Tirol Ansprüche auf das Staufererbe im Ostallgäu. Als unübersehbares Herrschaftszeichen gegenüber den konkurrierenden Herzögen von Bayern befahl er 1280 die Anlage des „castrum Pfronten“ am Rande seines Herrschaftsgebietes. Joachim Zeune, Kurator des Europäischen Burgeninstituts, berichtet in einem Artikel des Magazins Monumente, dass Falkenstein auf Grund ihrer Nähe zu Füssen als Machtsymbol angelegt wurde: Ab Füssen wurde der Lech in Richtung Norden schiffbar, in Richtung Süden lag die Via Claudia Augusta. Der heutige Name Falkenstein wurde erst im 15. Jahrhundert – wohl wegen der ungewöhnlichen Lage – gebräuchlich.
Schon 1290 übertrug der Tiroler die kleine Veste dem Augsburger Bischof Wolfhard, der sich zur Zahlung eines „Vogteizinses“ verpflichtete. Die Grafen von Tirol und die Bischöfe von Augsburg hatten gemeinsame Interessen gegenüber ihren mächtigen Nachbarn, den Herzögen von Bayern. Die Hoheitsgebiete der drei Feudalherren berührten sich hier im Füssener Gebiet, was einer der Gründe für den ungewöhnlichen Burgenreichtum dieses Landstriches ist.
Die Burg diente bis 1582 als Sitz der Augsburger Vögte oder Pfleger, welche die Anlage wegen der außergewöhnlichen Höhenlage besonders im Winter oft nicht bewohnen konnten. Man scheint sich deshalb im darunter liegenden Stallgebäude wohnlich eingerichtet zu haben. Danach verlegte man den Amtssitz ins Tal nach (Pfronten-)Ried.
Gegen Ende des Dreißigjährigen Krieges (1646) teilte Falkenstein das Schicksal seiner beiden Nachbarburgen Eisenberg und Hohenfreyberg. Die Tiroler Landesregierung beschloss die Aufgabe der drei Burgen, um sie dem anrückenden schwedisch-protestantischen Heer nicht intakt ausliefern zu müssen. Die Anlagen wurden geräumt und in Brand gesteckt. Allerdings änderten die Schweden kurz darauf ihre Marschroute, was die Zerstörung sinnlos machte.
Zusammen mit dem übrigen Hochstift Augsburg gelangte auch der Falkenstein 1803 an das Kurfürstentum Bayern, das die Burg bald darauf an die Gemeinden Steinach und Ösch, heute Ortsteile von Pfronten, veräußerte.

### Das geplante Schloss Ludwigs II.

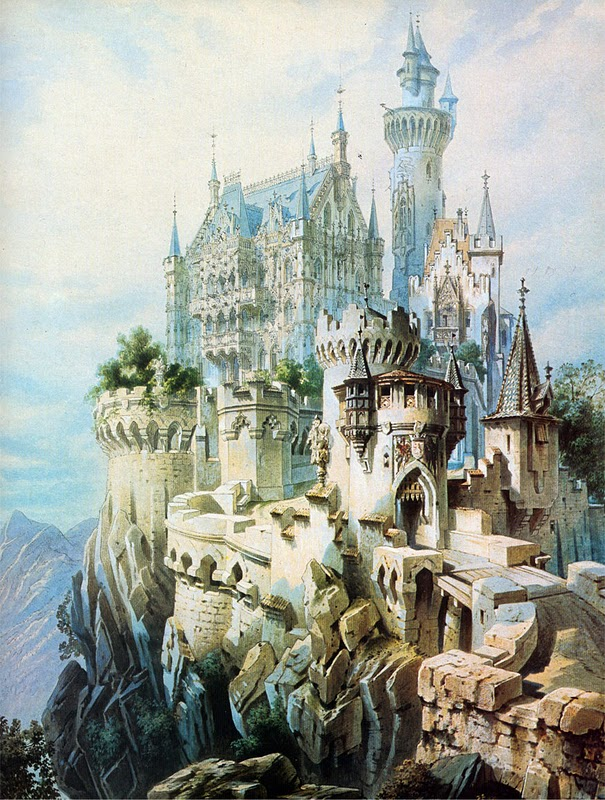
Erster Entwurf des Bühnenmalers Christian Jank für Schloss Falkenstein

1883 erwarb König Ludwig II. von Bayern die Ruine.
An ihrer Stelle wollte er eine Burg in der Art Neuschwansteins errichten, ebenso an romantischen Abgründen, aber diesmal in gotischem Stil. Der Bühnenmaler Christian Jank lieferte dazu 1883 eine phantastische Zeichnung, und der Architekt Georg von Dollmann erhielt die Weisung, die Pläne und Aufrisse herzustellen. Da er wusste, dass Ludwig zu dieser Zeit finanzielle Probleme hatte, erstellte er (oder einer seiner Gehilfen) den Entwurf einer kleinen gotischen Burganlage mit einem hohen Hauptturm, den der König zornig ablehnte.
Darauf gab Ludwig den Auftrag an den Regensburger Architekten und fürstlich Thurn- und Taxisschen Oberbaurat Max Schultze weiter, der nicht ahnte, dass wenig Aussicht auf Verwirklichung irgendwelcher Baupläne bestand. Schultze entwarf 1884 eine „Raubritterburg“ als vereinfachte Abwandlung von Janks Beitrag und ließ gleichzeitig eine Straße und eine Wasserleitung zur Burg anlegen.
Ludwig griff jedoch wiederholt mit Änderungswünschen in die Planung ein. Insbesondere änderte er den Stil des Schlafzimmers von gotisch zu profan-byzantinisch, und schließlich wollte er es in der Art einer byzantinischen Kirche mit Apsis und Altar. Darauf trat Schultze 1885 zurück. Von nun an lieferte sein Nachfolger Julius Hofmann sowie Eugen Drollinger fortlaufend neue Entwürfe. Da beide wussten, dass sie nicht realisiert werden würden, gestalteten sie ihre Pläne so phantastisch, kostspielig und undurchführbar, wie es Ludwig beliebte. Als Drollinger am vierten Plan für das Schlafzimmer arbeitete, das nun mit bunten Glasfenstern und einer Mosaikkuppel ausgestattet sein sollte, erreichte ihn die Nachricht vom Tod des Königs. Ein Ölgemälde des geplanten königlichen Schlafsaales und ein Modell des Schlosses befinden sich im König-Ludwig-II.-Museum auf Herrenchiemsee.

### 20. und 21. Jahrhundert
Im Jahr 1898 schlug ein Blitz in das Gebäude ein und zerstörte die östliche Giebelwand.  Das Mauerwerk wurde aus dem anstehenden Kalkbruchstein des Berggipfels aufgemauert, der teilweise bereits bei der Planierung des Plateaus gewonnen werden konnte. Ursprünglich lag hier eine große Halle über einem Erd- und einem niedrigen Zwischengeschoss. Diese Halle war über einen Hocheingang zugänglich und um 1300 nachträglich mit einem aufwändigen Kreuzgratgewölbe überspannt. Das darüber liegende Dachgeschoss enthielt wahrscheinlich die Wohnräume der Burg. In den 1920er und 1960er Jahren wurden einige (handwerklich unzureichende) Sicherungen an der Burg ausgeführt, bereits 1897 war unterhalb das Burghotel errichtet worden. Im Zuge der jüngsten Sanierung nach der Jahrtausendwende entstand eine hölzerne Aussichtsplattform im Burginneren (Burgenregion Ostallgäu-Außerfern). Im Jahr 1988 gelangte die Burg in Privatbesitz.

## Tourismus
Die Burgruine ist über mehrere Wanderwege und Bergsteige aus dem Tal (ca. eine Stunde) bzw. von der „Schloßanger Alp“ (ca. 20 min) zugänglich. Die steilen Bergpfade setzen etwas Kondition und Trittsicherheit voraus, sind aber auch von normalen Bergwanderern gut zu bewältigen. Eine gebührenpflichtige Fahrstraße ermöglicht Tagesbesuchern die Auffahrt bis kurz unter das Burghotel und damit den gefahrlosen Aufstieg.

## Beschreibung
Die Burganlage bestand eigentlich nur aus dem „Festen Haus“, dessen Ruinenreste sich noch erhalten haben, und einer schwächlichen Ringmauer. Die Wirtschaftsgebäude standen etwa 50 Meter tiefer, hier befindet sich heute das Burghotel.
Die Außenwände des rechteckigen „Festen Hauses“ (ca. 18,6 × 8,5 Meter) sind noch etwa acht Meter hoch erhalten und werden von einigen, meist halbrunden Fensteröffnungen unterbrochen.
Von der Ringmauer sind nur noch geringe Reste auf der Ostseite sichtbar. Der ehemalige Bau- bzw. Wirtschaftshof lag auf dem Schlossanger (heute Schlosshotel Schloßanger Alp) westlich unterhalb der Burg.
Etwa vier Kilometer nördlich der Burg liegen die beiden anderen Tiroler Vorposten im Allgäu auf einem über 1000 Meter hohen Bergrücken. Die Burgengruppe Hohenfreyberg-Eisenberg bildet zusammen mit dem Falkenstein ein spektakuläres Burgenensemble der Burgenregion Ostallgäu-Außerfern, die ab 2004 zur Burgenregion Allgäu erweitert wurde.